# Nowy Dwór (województwo opolskie)
Nowy Dwór – kolonia w Polsce, położona w województwie opolskim, w powiecie głubczyckim, w gminie Kietrz.
Do 2024 r. miejscowość była przysiółkiem wsi Nasiedle.
Inne miejscowości o nazwie Nowy Dwór: Nowy Dwór